# 哥薩克 (小說)
《哥薩克》（俄语：казаки）是沙俄作家列夫·托爾斯泰於1863年發表的中篇小說。最初發表在熱門文學雜誌《俄羅斯傳訊人》，題名為《青年時》。托爾斯泰於1853年開始寫作此書，但在1857年8月重讀了荷馬的《伊利亞德》後，突然決心全部重寫，並在1862年2月完成。小說在1863年發表，同年他的第一個小孩出生。小說的內容描述貴族青年奧列寧厭倦上流社會生活，到高加索山與哥薩克人共同生活的經過。中國翻譯家草嬰率先將俄文版全書翻譯為中文，2002年與其他草嬰翻譯的托爾斯泰作品中文版由台灣木馬文化有限公司集成《托爾斯泰小說全集》12冊出版。中國上海文藝出版社在2004年7月出版簡體中文版。中國現代出版社2012年出版簡體中文彩色插圖版。

## 外部連結
- 線上閱讀（页面存档备份，存于）（俄文）
- 線上閱讀（页面存档备份，存于）（英文） - 英語維基文庫
- 電子書（页面存档备份，存于）（英文） - 古騰堡計畫
- 有聲書（英文） - LibriVox
- 英文電子資源（页面存档备份，存于）（英文） - LibriVox